# Canal marítim Brussel·les-Escalda
El Canal marítim Brussel·les-Escalda (Zeekanaal Brussel-Schelde en neerlandès, canal maritime Bruxelles-Escaut en francès) és un enllaç important de la xarxa de les vies navegables de Bèlgica. Connecta el port de Brussel·les amb l'Escalda. Té una llargada de 28 km. És de la classe VI.
Abans es deia canal Brussel·les-Rupel o Willebroekse Vaart (en neerlandès canal de Willebroek), del nom del poble on desembocava abans de les modernitzacions del 1965-1997. Es parla d'un canal marítim per què accepta embarcacions marítimes fins a 4500 tones i embarcacions interiors empeses fins a 9000 tones en connexió directe amb el port marítim d'Anvers.

## Història

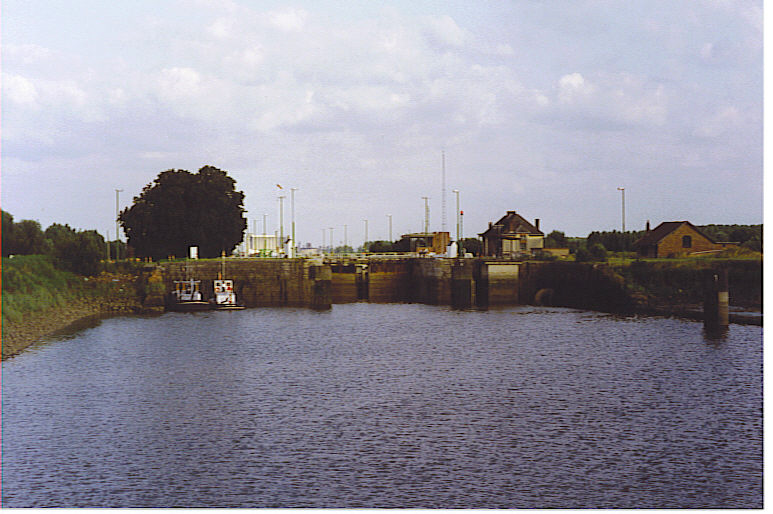
L'antiga resclosa de Wintam

És un dels canals més vells de Bèlgica.
Felip el Bo va ser el primer d'expressar el 1436 el desig de construir un canal per a connectar Brussel·les a l'Escalda. El projecte va ajornar-se per què les estats de la senyoria de Mechelen van protestar perquè temien perdre el peatge al riu Zenne. El 1531 Carles V renovà l'atorgament però l'obra només van començar el 16 de juny 1550. El canal original tenia quatre rescloses i enllaçava els molls nous a la capital del Brabant amb el Rupel.
Al segle xix els molls centrals de Brussel·les van omplir-se en canviant el curs del canal per a connectar-lo amb el Canal Brussel·les-Charleroi. Als anys 1970 un tram del canal omplert va servir per a la construcció de l'estació del metro Sint-Katelijne—Sainte-Cathérine cobert d'un estany per a evocar el canal d'antany al qual només els noms de certs carrers mantenen la memòria: Arduinkaai, Kolenkaai, Houtkaai…, el que seria en català moll de la pedra, del carbó, de la madera….
Dues fases de modernització van tenir lloc al segle XX: el 1932 una nova resclosa a Wintam a la desembocadura al Rupel i una altra a Kapelle-op-den-Bos que va reemplaçar-ne dues: la de Vilvoorde i la de Humbeek. Per a eixamplar-lo a la seva capacitat (Classe VI) van caldre 32 anys, de 1965 a 1997. Des de la inauguració de la resclosa de Hingene, el canal es desemboca directament a l'Escalda i només té dues rescloses.

## Geografia

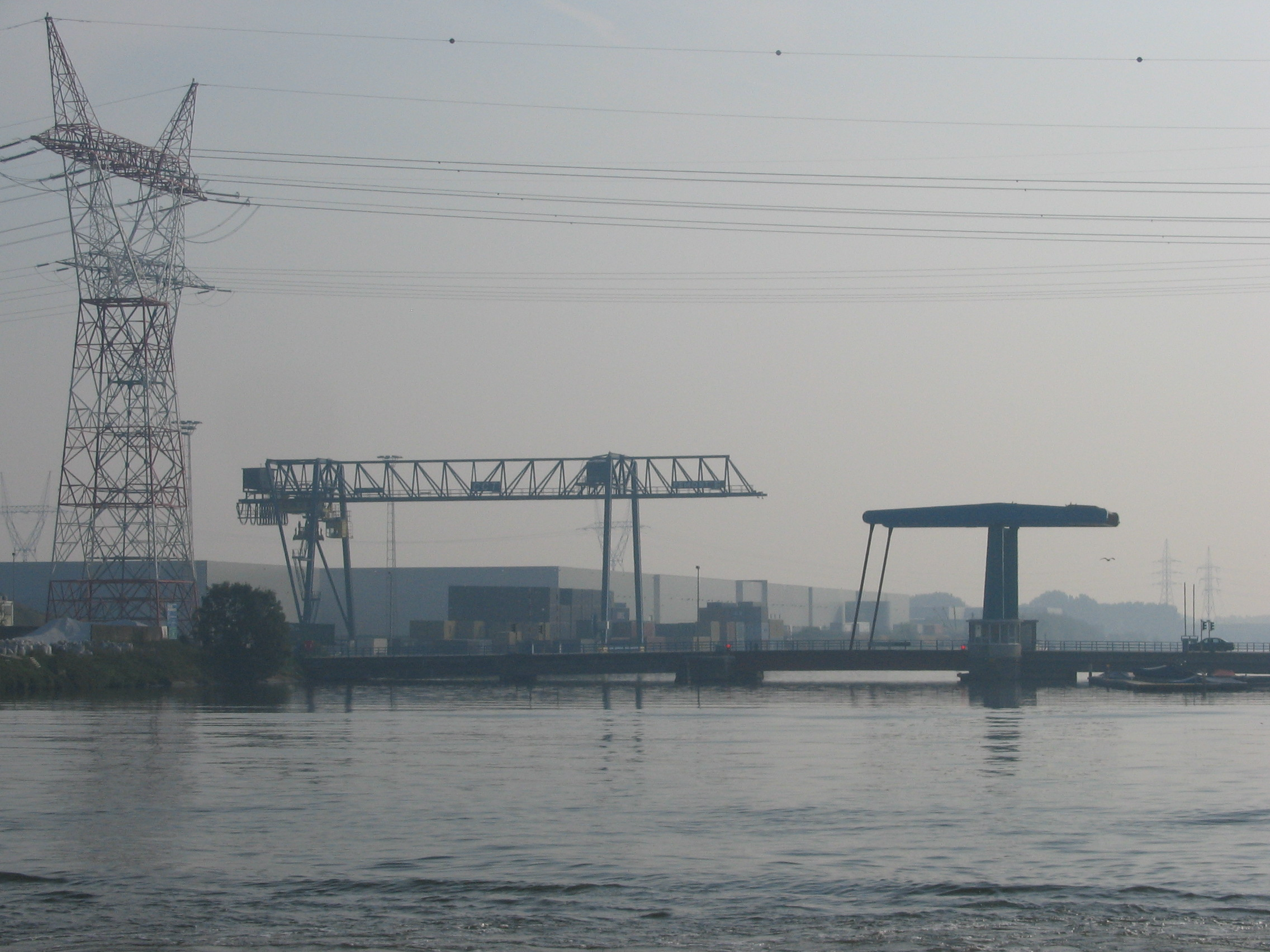
Terminal de contenidors Cargovil a Vilvoorde

El canal és important per a l'aprovisionament de le ciutat de Brussel·les, 30% del càtrec és petroli tot i que el volum va minvar molt del màxim de 14 milions de tones el 1974 a només 7 milions de tones el 1995. El 2006 el port ha fet 4200 tones de transport propi i 3198 tones en trànsit, dels quals només el 3% eren embarcacions marítimes.

## Infraestructures
- Resclosa de Zemst: 205m x 25m

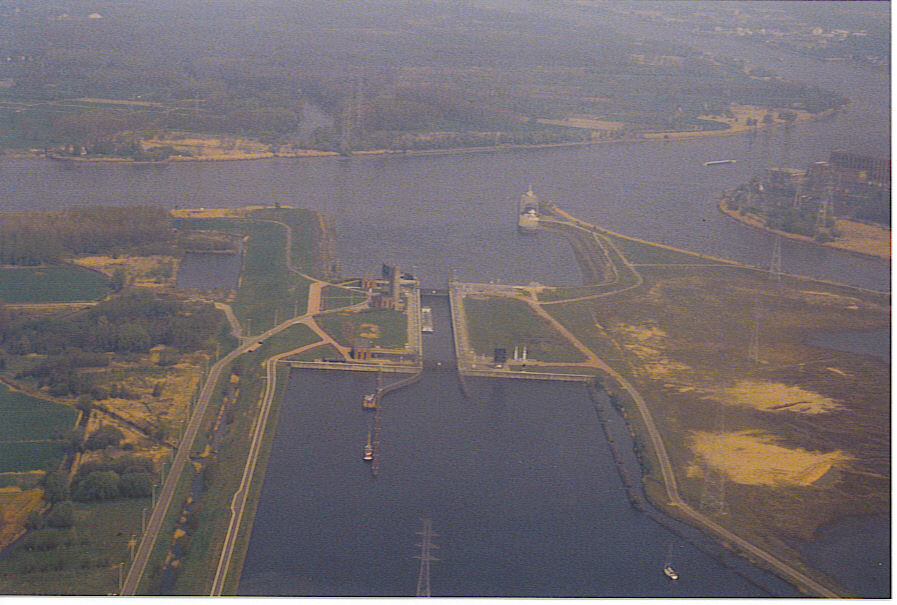
Nova resclosa de Wintam-Hingene
al primer pla el canal, al segon pla l'Escalda i l'aiguabarreig del Rupel a la dreta

- Resclosa de Wintam-Hingene: 205m x 25m

## Galleria

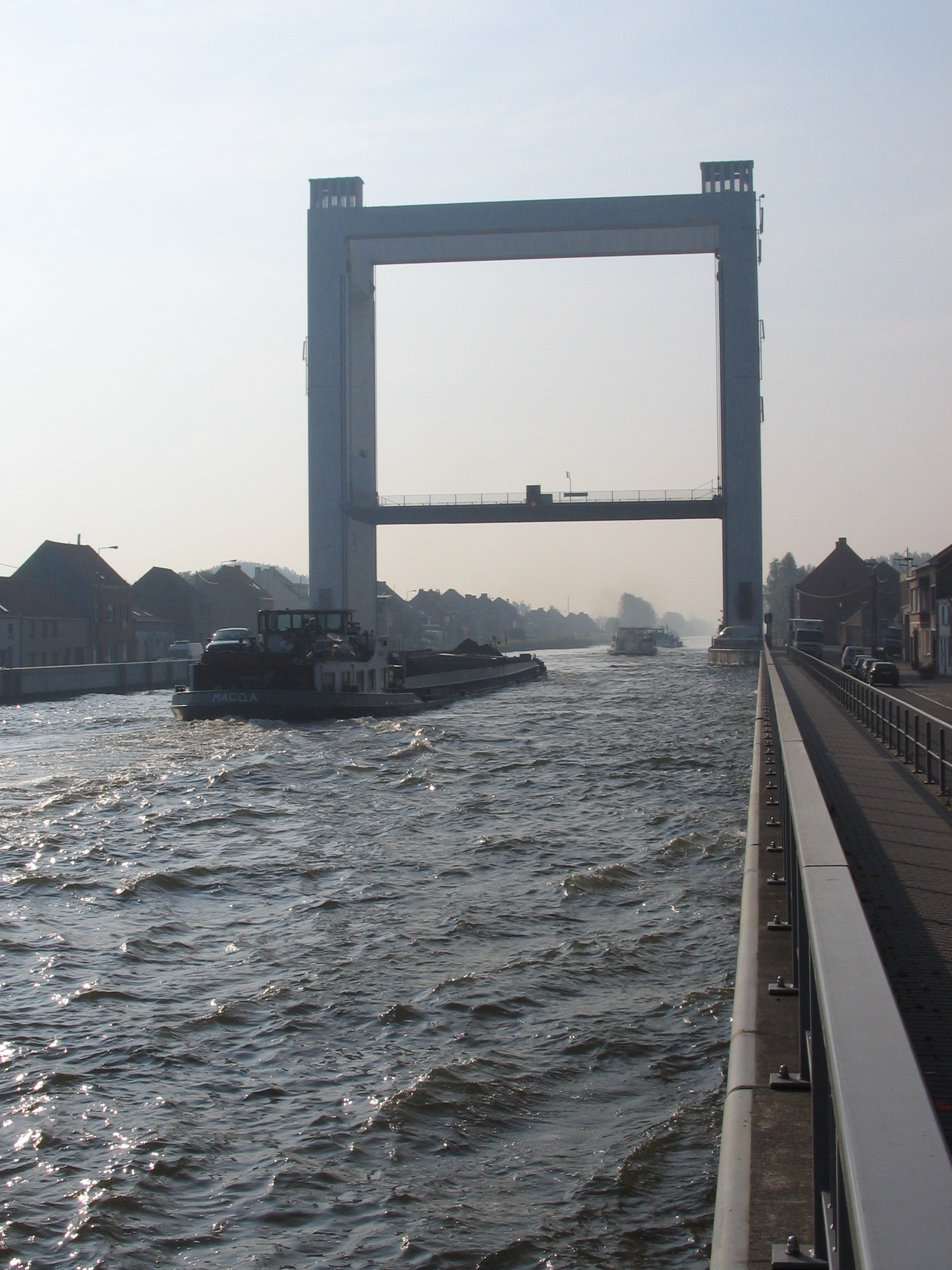
Pont a Humbeek
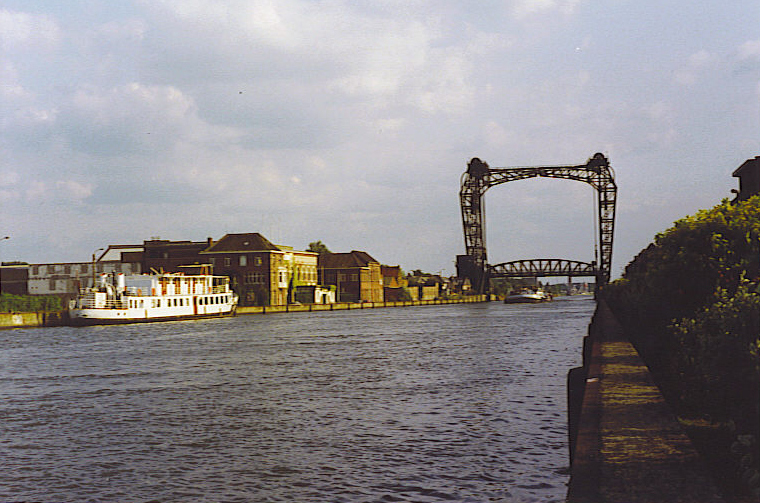
Pont a Willebroek